# Trophée NHK 2005
Navigation
Édition précédente Édition suivante
Le Trophée NHK (en anglais : NHK Trophy) est une compétition internationale de patinage artistique qui se déroule au Japon au cours de l'automne. Il accueille des patineurs amateurs de niveau senior dans quatre catégories: simple messieurs, simple dames, couple artistique et danse sur glace.
Le vingt-septième Trophée NHK est organisé du 1er au 4 décembre 2005 au Namihaya Dome de Kadoma dans la préfecture d'Osaka. Il est la sixième compétition du Grand Prix ISU senior de la saison 2005/2006.

## Résultats

### Messieurs
| Rang | Nom                  | Pays       | Points | Programme court | Programme court | Programme libre | Programme libre |
| ---- | -------------------- | ---------- | ------ | --------------- | --------------- | --------------- | --------------- |
| 1    | Nobunari Oda         | Japon      | 216.39 | 2               | 74.15           | 2               | 142.24          |
| 2    | Evan Lysacek         | États-Unis | 213.55 | 3               | 71.05           | 1               | 142.50          |
| 3    | Daisuke Takahashi    | Japon      | 205.30 | 1               | 77.70           | 3               | 127.60          |
| 4    | Christopher Mabee    | Canada     | 171.65 | 9               | 54.55           | 4               | 117.10          |
| 5    | Kevin Van Der Perren | Belgique   | 170.55 | 6               | 60.05           | 6               | 110.50          |
| 6    | Ben Ferreira         | Canada     | 169.72 | 10              | 54.10           | 5               | 115.62          |
| 7    | Yannick Ponsero      | France     | 166.20 | 4               | 64.20           | 10              | 102.00          |
| 8    | Ivan Dinev           | Bulgarie   | 165.71 | 7               | 59.31           | 7               | 106.40          |
| 9    | Takeshi Honda        | Japon      | 165.54 | 5               | 62.50           | 9               | 103.04          |
| 10   | Roman Serov          | Israël     | 164.91 | 8               | 58.91           | 8               | 106.00          |
| 11   | Stefan Lindemann     | Allemagne  | 154.92 | 11              | 53.50           | 11              | 101.42          |

### Dames
| Rang | Nom              | Pays       | Points | Programme court | Programme court | Programme libre | Programme libre |
| ---- | ---------------- | ---------- | ------ | --------------- | --------------- | --------------- | --------------- |
| 1    | Yukari Nakano    | Japon      | 158.66 | 2               | 56.22           | 3               | 102.44          |
| 2    | Fumie Suguri     | Japon      | 158.48 | 6               | 52.60           | 1               | 105.88          |
| 3    | Elena Liashenko  | Ukraine    | 156.52 | 5               | 53.64           | 2               | 102.88          |
| 4    | Miki Ando        | Japon      | 154.34 | 4               | 54.56           | 4               | 99.78           |
| 5    | Kimmie Meissner  | États-Unis | 152.18 | 3               | 56.10           | 5               | 96.08           |
| 6    | Carolina Kostner | Italie     | 145.42 | 1               | 58.64           | 7               | 86.78           |
| 7    | Sarah Meier      | Suisse     | 142.56 | 7               | 52.46           | 6               | 90.10           |
| 8    | Annette Dytrt    | Allemagne  | 125.38 | 8               | 46.90           | 8               | 78.48           |
| 9    | Viktória Pavuk   | Hongrie    | 125.04 | 9               | 46.82           | 9               | 78.22           |
| 10   | Karen Venhuizen  | Pays-Bas   | 105.56 | 10              | 37.92           | 10              | 67.64           |
| 11   | Miriam Manzano   | Australie  | 103.30 | 11              | 36.62           | 11              | 66.68           |

### Couples
| Rang    | Nom                                      | Pays        | Points | Programme court | Programme court | Programme libre | Programme libre |
| ------- | ---------------------------------------- | ----------- | ------ | --------------- | --------------- | --------------- | --------------- |
| 1       | Zhang Dan / Zhang Hao                    | Chine       | 171.46 | 2               | 60.86           | 1               | 110.60          |
| 2       | Aljona Savchenko / Robin Szolkowy        | Allemagne   | 170.84 | 1               | 61.06           | 2               | 109.78          |
| 3       | Utako Wakamatsu / Jean-Sébastien Fecteau | Canada      | 138.62 | 4               | 47.98           | 3               | 90.64           |
| 4       | Viktoria Borzenkova / Andrei Chuvilaev   | Russie      | 138.42 | 3               | 49.14           | 4               | 89.28           |
| 5       | Brittany Vise / Nicholas Kole            | États-Unis  | 131.08 | 5               | 42.92           | 5               | 88.16           |
| 6       | Marina Aganina / Artem Knyazev           | Ouzbékistan | 114.08 | 6               | 38.52           | 6               | 75.56           |
| 7       | Rumiana Spassova / Stanimir Todorov      | Bulgarie    | 111.52 | 7               | 38.06           | 7               | 73.46           |
| Forfait | Julia Beloglazova / Andrei Bekh          | Ukraine     |        |                 |                 |                 |                 |

### Danse sur glace
| Rang | Nom                                    | Pays     | Points | Danse imposée | Danse imposée | Danse originale | Danse originale | Danse libre | Danse libre |
| ---- | -------------------------------------- | -------- | ------ | ------------- | ------------- | --------------- | --------------- | ----------- | ----------- |
| 1    | Marie-France Dubreuil / Patrice Lauzon | Canada   | 189.72 | 1             | 36.41         | 1               | 57.92           | 1           | 95.39       |
| 2    | Albena Denkova / Maxim Staviski        | Bulgarie | 173.23 | 2             | 35.10         | 2               | 52.57           | 2           | 85.56       |
| 3    | Anastasia Grebenkina / Vazgen Azroyan  | Arménie  | 162.64 | 6             | 29.03         | 3               | 49.71           | 3           | 83.90       |
| 4    | Jana Khokhlova / Sergey Novitski       | Russie   | 158.18 | 3             | 30.21         | 4               | 47.16           | 4           | 80.81       |
| 5    | Nozomi Watanabe / Akiyuki Kido         | Japon    | 155.56 | 4             | 29.50         | 5               | 46.80           | 5           | 79.26       |
| 6    | Elena Romanovskaya / Alexander Grachev | Russie   | 151.98 | 8             | 27.57         | 6               | 46.52           | 6           | 77.89       |
| 7    | Nóra Hoffmann / Attila Elek            | Hongrie  | 151.09 | 7             | 28.95         | 7               | 45.68           | 7           | 76.46       |
| 8    | Chantal Lefebvre / Arseni Markov       | Canada   | 146.55 | 5             | 29.04         | 8               | 42.67           | 8           | 74.84       |
| 9    | Alexandra Zaretski / Roman Zaretski    | Israël   | 142.72 | 9             | 26.47         | 9               | 42.44           | 9           | 73.81       |
| 10   | Anna Zadorozhniuk / Sergei Verbillo    | Ukraine  | 140.11 | 10            | 26.41         | 10              | 42.41           | 10          | 71.29       |
| 11   | Nakako Tsuzuki / Kenji Miyamoto        | Japon    | 125.82 | 11            | 24.13         | 11              | 37.12           | 11          | 64.57       |

## Sources
- Résultats du Trophée NHK 2005
- Patinage Magazine N°100 (Hiver 2005/2006)